# David Lafata
David Lafata (* 18. září 1981, České Budějovice) je bývalý český profesionální fotbalový útočník a bývalý reprezentant. V současné době nastupuje na amatérské úrovni v jihočeském krajském přeboru za FK Olešník. Mimo ČR prošel angažmá v Řecku a Rakousku.
Je členem Klubu ligových kanonýrů a šestinásobným nejlepším střelcem první české ligy (v sezónách 2010/11, 2011/12, 2012/13, 2014/15, 2015/16, 2016/17), zároveň nejlepším kanonýrem v historii nejvyšší české ligy. Vítěz ankety Fotbalista roku ČR 2014 a Zlatého míče ČR 2015, mistr České republiky (2013/14) a vítěz českého poháru (2012/13, 2013/14). V A-mužstvu české reprezentace odehrál v letech 2006–2016 celkem 41 zápasů a vstřelil 9 gólů.
Spolehlivý střelec s vynikající orientací v pokutovém území soupeře. V roce 2015 vyšel jeho autorizovaný životopis Kanonýr Lafi.
Mimo ČR hrál v Řecku a Rakousku. Jeho zálibou je myslivost.
Dne 19. 5. 2018 odehrál svůj poslední zápas na Letné a ukončil tak svou profesionální kariéru.
Po konci kariéry se hodlá věnovat trénování mládeže.

## Klubová kariéra
S fotbalem začínal v Olešníku, ale již od jedenácti let hrál za SK České Budějovice.

### SK České Budějovice
V sezoně 2002/03 se stal s 8 ligovými brankami nejlepším střelcem klubu. Tento individuální úspěch si zopakoval i v následující sezoně 2003/04, kdy se trefil celkem čtrnáctkrát.
V lednu 2005 odmítl Lafata prodloužit smlouvu a podepsal od léta kontrakt s řeckou Škodou Xanthi. To se vedení Českých Budějovic nelíbilo, a proto ho přeřadilo do B-týmu, kde strávil většinu jarní části sezóny. V dresu Dynama nastřílel během 109 zápasů celkem 27 prvoligových gólů a je tak třetím nejlepším střelcem v historii klubu (za Karlem Váchou (55 gólů) a Ladislavem Fujdiarem (37 gólů)).

### FC Vysočina Jihlava (hostování)
Krátkou část sezóny 2001/02 (na jaře) hostoval v klubu FC Vysočina Jihlava. V Českých Budějovicích byl hlavním trenérem Milan Bokša, který sázel na jiné hráče. David Lafata využil nabídky na hostování a odešel do Jihlavy. I když v druholigové Jihlavě strávil pouze měsíc, začal zde pravidelně hrávat. Odehrál 5 zápasů a vstřelil 1 gól (v utkání proti domácímu Kolínu 9. března 2002, Jihlava vyhrála 3:2). Když byl v Českých Budějovicích Bokša odvolán z trenérské funkce, nahradil jej Pavel Tobiáš, který si Lafatu stáhl z hostování a začal jej pravidelně nasazovat.

### Škoda Xanthi
V řeckém prvoligovém klubu Škoda Xanthi debutoval 11. září 2005 v zápase proti domácímu celku OFI Kréta. Hrál do 62. minuty, kdy byl střídán záložníkem Demou. Utkání skončilo nerozhodně 1:1.
V Xanthi vydržel jen půl roku a v lednu 2006 přestoupil do Jablonce.

### FK Jablonec 97
Za Jablonec nastoupil v lize poprvé v 17. kole 19. února 2006 v domácím utkání proti Slavii Praha, které Pražané vyhráli 2:0. První ligový gól v jabloneckém dresu zaznamenal již v dalším kole 25. února proti domácí Plzni, když v 6. minutě otevíral skóre utkání (skončilo vítězstvím Jablonce 2:1). Celkem vstřelil v jarní části sezóny 2005/06 3 góly.
Následující sezónu 2006/07 odehrál pro změnu pouze podzimní část, během 17 kol zaznamenal 7 gólů.

### FK Austria Vídeň
V zimě 2007 přestoupil do vídeňské Austrie, v sezóně 2006/07 vyhrál s týmem rakouský pohár. 22. března 2008 zařídil 2 góly vítězství nad hostujícím Riedem, když se prosadil v 38. a 74. minutě. Austria vyhrála 2:0.
V nové sezóně 2008/09 rakouské Bundesligy odehrál ještě jeden ligový zápas 9. července 2008 proti SK Austria Kärnten (1:1). Pak se po roce a půl působení v rakouské nejvyšší fotbalové soutěži vrátil do Jablonce, kde podepsal tříletou smlouvu a stihl start nového ročníku Gambrinus ligy 2008/09. Nabídku měl i z Českých Budějovic, ale upřednostnil Jablonec.

### FK Baumit Jablonec (návrat)
V sezóně 2008/09 vstřelil celkem 10 branek a umístil se tak na dělené 4. příčce mezi ligovými střelci (vyhrál chorvatský útočník Andrej Kerić s 15 góly).
Sezónu 2009/10 zakončil s 11 vstřelenými góly, čímž zaostal pouze o jedinou branku za nejlepším ligovým střelcem sezóny Michalem Ordošem ze Sigmy Olomouc.
Rok 2011 se mu vydařil, na jaře vstřelil 14 branek, na podzim v jabloneckém dresu dalších 17 a tím se stal, po dosažení stovky nastřílených branek, členem prestižního Klubu ligových kanonýrů. Vstřelil v lize 3 hattricky, 27. února 2011 proti Liberci, 13. března proti Hradci Králové a 17. dubna proti Českým Budějovicím. V sezóně 2010/11 nastřílel celkem 19 branek, čímž se stal poprvé nejlepším kanonýrem české nejvyšší ligové soutěže.
V dubnu roku 2012 dosáhl na metu 23 gólů v jedné sezóně (2011/12) a stal se nejlepším kanonýrem v historii samostatné české fotbalové ligy v počtu nastřílených gólů za jednu sezónu. Sezónní bilanci vylepšil na celkových 25 gólů a suverénně tak obhájil korunu krále střelců. Zároveň však dostal od disciplinární komise pokutu 30 000 Kč za nafilmování faulu v pokutovém území Viktorie Žižkov 25. září 2011. Nařízený pokutový kop sám proměnil a zápas skončil výhrou Jablonce 3:1. Během této ligové sezóny zaznamenal 2 hattricky, 19. srpna 2011 proti Baníku Ostrava a 28. srpna proti Českým Budějovicím.

#### Sezóna 2012/13
Před startem nové sezóny o něj projevil eminentní zájem klub AC Sparta Praha, k přestupu nedošlo. V sezóně 2012/13 se trefil hned v prvním ligovém kole 27. července 2012 proti Baníku Ostrava, v 89. minutě zvyšoval na konečných 2:0 pro domácí Jablonec. V 8. ligovém kole 22. září 2012 rozhodl jediným gólem zápas proti domácímu 1. FC Slovácku a s 6 vstřelenými góly se dotáhl na jihlavského Stanislava Tecla na čele průběžné tabulky nejlepších ligových kanonýrů, Jablonec se zároveň posunul na první místo neúplné tabulky. V 10. ligovém kole zařídil dvěma góly výhru 2:1 nad Českými Budějovicemi a opět se dotáhl na devítigólového vedoucího střelce Gambrinus ligy Stanislava Tecla. 18. listopadu 2012 v předposledním ligovém kole podzimu zařídil jediným gólem vítězství Jablonce nad Olomoucí 1:0, když po hrubé chybě domácí defenzivy hlavičkoval naprosto neobsazený. Pikantní bylo, že v Olomouci nastoupil před 4 dny jako domácí hráč za českou reprezentaci proti Slovensku, kdy vstřelil 2 góly (výhra 3:0). Jablonec se po této výhře udržel ve špici tabulky o 2 body za vedoucí Plzní a o bod za druhou Spartou. 24. listopadu 2012 v posledním ligovém kole podzimu vstřelil hned v 6. minutě utkání gól do sítě Hradce Králové a Jablonec se tak ujal vedení 1:0. Ve 47. minutě rozhodl z pokutového kopu o vítězství Jablonce 3:2, připsal si tak dvanáctý a třináctý gól v sezóně a o gól předskočil vedoucího Michala Ordoše z Olomouce. V zimní přestávce se o něj opět zajímala Sparta Praha, za kterou by si mohl v jarní části sezóny zahrát vyřazovací fázi Evropského poháru proti anglickému velkoklubu Chelsea FC, jenž byl pražskému týmu přilosován. Tentokrát jej jablonecký šéf Miroslav Pelta uvolnil, Lafata tak posílil kádr konkurenta v boji o titul.

### AC Sparta Praha

#### Sezóna 2012/13
Se Spartou podepsal David Lafata v lednu 2013 3½roční kontrakt. První ostrý start absolvoval v úvodním zápase Sparty 14. února 2013 v jarní vyřazovací části Evropské ligy 2012/13 v šestnáctifinále proti anglickému velkoklubu Chelsea FC. V prvním poločase měl gólovou šanci po centru obránce Tomáše Zápotočného, ale v těžké pozici bránu českého brankáře Chelsea Petra Čecha přestřelil. Sparta podlehla doma soupeři 0:1 gólem mladého brazilského fotbalisty Oscara. O týden později v odvetě na Stamford Bridge vstřelil úvodní gól v 17. minutě po přihrávce Václava Kadlece. Sparta naději na prodloužení neudržela, ve druhé minutě nastavení inkasovala vyrovnávací gól na 1:1 a z Evropské ligy vypadla.
V Gambrinus lize poprvé nastoupil v dresu Sparty 24. února 2013 v domácím utkání proti Slovácku, kde se ale ještě gólově neprosadil, branky dávali jiní útočníci a Sparta vyhrála 4:0. První dvě trefy si připsal v následujícím ligovém kole 1. března proti domácímu týmu SK Dynamo České Budějovice, v rozmezí tří minut po poločase zařídil vítězství Sparty 2:0. 30. března rozhodl svým gólem šlágr 21. kola mezi domácí Spartou a Viktorií Plzeň, když v 67. minutě překonal po centru Ladislava Krejčího hlavou plzeňského brankáře Matúše Kozáčika. Byl to jeho 16. gól sezóny. Po výhře 1:0 se pražský klub bodově dotáhl na vedoucí Plzeň. První hattrick za Spartu vstřelil 12. května 2013 v ligovém utkání proti Mladé Boleslavi, Sparta vyhrála 4:0 a po menším výpadku se opět přihlásila do boje o titul. 22. května se v zápase proti domácí Zbrojovce Brno ohnal za stavu 3:0 pro Brno loktem po protihráči Frejlachovi a byl vyloučen. Byla to jeho první červená karta v kariéře. Sparta dokázala snížit na konečných 2:3 a dvě kola před koncem ztrácela na vedoucí Plzeň 5 bodů. David Lafata dostal dodatečně od disciplinární komise trest zákazu startu ve 3 utkáních a chyběl tak v závěru ligového ročníku (měl stát i první kolo následujícího, ale zbytek trestu mu disciplinární komise podmínečně prominula). I tak se stal s 20 góly nejlepším ligovým střelcem (potřetí v řadě). Sparta Praha na titul nedosáhla, skončila s dvoubodovým mankem druhá za Plzní.

#### Sezóna 2013/14
Před sezónou 2013/14 mu byla přidělena kapitánská páska, kterou před ním nosil Marek Matějovský. V prvním utkání druhého předkola Evropské ligy 2013/14 18. července 2013 otevřel střelou zpoza velkého vápna skóre proti hostujícímu švédskému celku BK Häcken (rána byla tečovaná protihráčem). Poté přidal i druhý gól dorážkou z blízkosti brány, ale Sparta dvoubrankové vedení neudržela a utkání skončilo remízou 2:2. Vstup do nového ročníku Gambrinus ligy 2013/14 si odbyl při zápase s domácí Vysočinou Jihlava dne 21. 7. 2013, během něhož dvakrát skóroval. Tento zápas neměl původně hrát kvůli trestu od disciplinární komise, ta mu jej ale zkrátila. Sparta vyhrála 4:1. 10. srpna 2013 se jednou vstřelenou brankou podílel na obratu na konečných 2:1 proti celku Bohemians Praha 1905, Sparta tak získala po čtyřech ligových kolech plný počet bodů (12). 23. srpna 2013 se jedním gólem podílel na výhře 4:0 v ligovém zápase proti hostující Příbrami. 28. října 2013 zařídil gólem „do šibenice“ dělbu bodů s domácím Slovanem Liberec (remíza 1:1). 30. listopadu 2013 vstřelil úvodní gól v ligovém utkání proti Jablonci (kam poprvé přijel po přestupu jako soupeř), zápas skončil výsledkem 3:2. V této sezoně opět bojoval o korunu nejlepšího střelce Gambrinus ligy, tu mohl získat i jeho spoluhráč Josef Hušbauer. Především ale v sezóně 2013/14 slavil se Spartou Praha zisk ligového titulu již ve 27. kole 4. května 2014, kvůli němu do Sparty přestoupil. 17. května 2014 získal se Spartou double po výhře 8:7 v penaltovém rozstřelu ve finále Poháru České pošty proti Viktorii Plzeň. Lafata svůj pokus proměnil. V tabulce nejlepších kanonýrů obsadil s 16 góly dělené druhé místo, za vítězným spoluhráčem Josefem Hušbauerem zaostal o dvě trefy.

#### Sezóna 2014/15
Sezonu 2014/15 zahájil fantasticky, v prvním soutěžním duelu vstřelil 5 gólů (v utkání 2. předkola Ligy mistrů UEFA proti estonskému klubu FC Levadia Tallinn – výhra 7:0). Další gól z jeho zakončení si tečoval do vlastní brány obránce, byl tedy uveden jako vlastní. S pěti góly během jednoho utkání se dotáhl v této statistice v novodobé LM na Argentince Lionela Messiho, kterému se to povedlo v hlavní fázi v roce 2012, a Mihailse Miholapse, který pět gólů vstřelil za Skonto FC v předkole sezony 1999/00 proti Jeunesse Esch (rekord ve všech evropských pohárových soutěžích drží bosenský fotbalista Eldar Hadžimehmedović, který v dresu norského FK Lyn nasázel v utkání Poháru UEFA 2003/04 šest gólů do sítě faerského NSÍ Runavík). Trenér Vítězslav Lavička hráče v 73. minutě za stavu 6:0 stáhl ze hřiště, Lafata tak přišel o šanci tento rekord překonat. V grandiózním stylu pokračoval dál, v prvním utkání druhého předkola LM na Letné 29. července proti švédskému Malmö FF pomohl hattrickem k obratu na konečných 4:2. S osmi góly také vyrovnal rekord Brazilce Cléa v počtu gólů nastřílených jedním hráčem v kvalifikaci LM. Ani tento nepřekonal, neboť v odvetě v Malmö Sparta s Davidem Lafatou v sestavě prohrála 0:2 a z kvalifikace LM byla vyřazena. Se Spartou se však probojoval do základní skupiny I Evropské ligy 2014/15, kde číhali soupeři BSC Young Boys (Švýcarsko), SSC Neapol (Itálie) a ŠK Slovan Bratislava (Slovensko). Lafata dvakrát skóroval v zápase 2. října 2014 proti BSC Young Boys (výhra 3:1) a 6. listopadu 2014 proti Slovanu Bratislava (výhra 4:0).
18. července 2014 vyhrál Superpohár FAČR, nastoupil proti týmu FC Viktoria Plzeň (výhra 3:0), v utkání vstřelil první branku. V šestém ligovém kole 31. srpna 2014 proti FK Baumit Jablonec (2:0) rozhodl zápas dvěma góly, přičemž první zavěsil pod břevno nůžkami (kop přes hlavu). Dvěma góly zařídil 27. září 2014 i vítězství v 9. kole nad městským rivalem SK Slavia Praha (2:0), navíc neproměnil pokutový kop.

21. března 2015 hrála Sparta doma proti Teplicím, ztrácela 5 bodů na vedoucí Plzeň a potřebovala vyhrát, jakákoliv bodová ztráta by značně komplikovala vidinu obhajoby titulu. V utkání měla velkou převahu, kterou však nedokázala zúročit gólově, stav byl až do konce zápasu vyrovnaný. Lafata vstřelil v 65. minutě regulérní gól, který nebyl chybně uznán pro domnělý ofsajd. Zlomová situace přišla v 89. minutě, kdy kapitán Lafata v pokutovém území v souboji s obráncem Janem Krobem nafilmoval pád, za který rozhodčí nařídil pokutový kop. Ten proměnil Bořek Dočkal, Sparta brala 3 body za výhru 1:0 a odstup od prvního mužstva ligové tabulky zůstal po 21. kole pětibodový. David Lafata okomentoval situaci ve vápně v přímém přenosu před kamerami ČT: „Sáhl na mě, tak jsem spadnul.“ Protagonisté David Lafata a sudí Libor Kovařík se stali terčem kritiky diváků a jiných fotbalistů, Teplice žádaly prošetření disciplinární komisí. Za simulování dostal později od disciplinární komise pokutu 50 000 Kč, o trestu zákazu startu komise nehlasovala.

Krátce poté 29. března se stal osobností ligy a českým fotbalistou roku 2014 (v anketě FAČR).

26. 4. 2015 v 25. ligovém kole přispěl hattrickem k výhře 4:0 nad FC Zbrojovka Brno, Sparta využila zaváhání Plzně a stáhla náskok na rozdíl tří bodů. Zároveň se vyšvihl do čela tabulky ligových kanonýrů o dva góly před Milana Škodu ze Slavie Praha. V sezóně 2014/15 se stal s dvaceti góly počtvrté nejlepším kanonýrem české nejvyšší ligy, jeho gólová palba stačila Spartě na konečné druhé místo. Gólové zásahy během sezony 2014/15 vedly k tomu, že se Lafata stal 31. května vůbec prvním hráčem z české ligy, který zvítězil v anketě Zlatý míč ČR.

#### Sezóna 2015/16
Se Spartou vypadl v předkole Ligy mistrů UEFA 2015/16 s PFK CSKA Moskva.
23. srpna 2015 v 5. ligovém kole proti FK Dukla Praha vstřelil branku na konečných 2:0 netypicky zadnicí. Se Spartou postoupil do základní skupiny Evropské ligy. Tam také sázel góly. Do zápasu s FC Schalke 04 (remíza 2:2) nastoupil jako střídající hráč a po prvním doteku s míčem dal gól. O týden později nastoupil v lize proti Bohemians 1905 a vstřelil také gól (výhra 3:0), čímž se dostal do čela kanonýrů. Přišlo další zranění a musel vynechat bitvu s Plzní, Sparta ji prohrála 1:2. V odvetě se Schalke už Lafata nastoupil a vstřelil na začátku zápasu gól. Proti silnému soupeři i díky Bičíkovi Sparta uhrála remízu 1:1. Během tří dní se musela Sparta připravit na Teplice. David i přes zdravotní potíže nastoupil a pomohl k výhře 3:1. Branku sice nedal, ale připsal si asistenci. V únoru roku 2016 se Lafata zranil a Sparta musela hrát vyřazovací část Evropské ligy bez něho. Spartě se povedlo vyhrát v prvním domácím zápase šestnáctifinále i bez jeho přítomnosti 1:0 nad ruským FK Krasnodar.
Po ligovém zápase 20. 4. 2016 s FK Dukla Praha (výhra 2:1), kdy Dukla přišla o body po kontroverzním závěru, se opět stal terčem kritiky kvůli přifilmování situace. V posledním zápase sezóny 14. 5. 2016 proti FC Vysočina Jihlava (výhra 5:0) svými 5 zásahy stanovil nový rekord v počtu vstřelených gólů v jednom zápase ve statistikách samostatné české ligy a zároveň si tím zajistil opětovnou korunu krále střelců české ligy (celkem nastřílel 20 branek).

#### Sezóna 2017/18
Skóroval hned v prvním ligovém kole ročníku v domácím zápase proti Bohemians (z pokutového kopu), které se hrálo v neděli 30. července 2017 a skončilo nerozhodně 1:1. Byl to Lafatův dvoustý prvoligový gól (6 z nich dal v Rakousku). V úvodním zápase čtvrtého ligového kola, které se hrálo v pátek 18. srpna 2017 na Letné, si proti Slovácku připsal svůj 400. prvoligový start. Tento zápas rozhodl svým 196. gólem v domácí nejvyšší soutěži (výhra 1:0).

### FK Olešník
V roce 2018 se rozhodl ukončit profesionální kariéru, s fotbalem ale neskončil úplně. Od podzimu toho roku nastupuje za tým jihočeského krajského přeboru FK Olešník.

### Prvoligová bilance
| Ročník          | Zápasy | Góly | Minuty | Klub                    |
| --------------- | ------ | ---- | ------ | ----------------------- |
| I. liga 1999/00 | 17     | 0    | 393    | SK České Budějovice     |
| I. liga 2000/01 | 12     | 0    | 496    | SK České Budějovice     |
| I. liga 2002/03 | 26     | 8    | 2 105  | SK České Budějovice     |
| I. liga 2003/04 | 29     | 14   | 2 329  | Dynamo České Budějovice |
| I. liga 2004/05 | 25     | 5    | 2 121  | Dynamo České Budějovice |
| I. liga 2005/06 | 9      | 0    | 339    | Škoda Xanthi            |
| I. liga 2005/06 | 14     | 3    | 1 142  | FK Jablonec 97          |
| I. liga 2006/07 | 17     | 7    | 1 527  | FK Jablonec 97          |
| I. liga 2006/07 | 13     | 1    | 863    | Austria Vídeň           |
| I. liga 2007/08 | 22     | 5    | 979    | Austria Vídeň           |
| I. liga 2008/09 | 1      | 0    | 55     | Austria Vídeň           |
| I. liga 2008/09 | 30     | 10   | 2 562  | Baumit Jablonec         |
| I. liga 2009/10 | 27     | 11   | 2 328  | Baumit Jablonec         |
| I. liga 2010/11 | 29     | 19   | 2 549  | Baumit Jablonec         |
| I. liga 2011/12 | 28     | 25   | 2 509  | Baumit Jablonec         |
| I. liga 2012/13 | 16     | 13   | 1 439  | Baumit Jablonec         |
| I. liga 2012/13 | 12     | 7    | 1 002  | Sparta Praha            |
| I. liga 2013/14 | 30     | 16   | 2 508  | Sparta Praha            |
| I. liga 2014/15 | 30     | 20   | 2 525  | Sparta Praha            |
| I. liga 2015/16 | 26     | 20   | 2 031  | Sparta Praha            |
| I. liga 2016/17 | 28     | 15   | 2 134  | Sparta Praha            |
| I. liga 2017/18 | 22     | 5    | 1 134  | Sparta Praha            |
| CELKEM I. LIGA  | 418    | 198  | 32 834 |                         |
| CELKEM I. LIGA  | 36     | 6    | 1 897  |                         |
| CELKEM I. LIGA  | 9      | 0    | 339    |                         |

### Prvoligové hattricky
V I. lize docílil 10 hattricků. Prvního dosáhl v roce 2004 v dresu Českých Budějovic, dalších pět bylo za Jablonec (všechny v kalendářním roce 2011, z toho 2 proti Českým Budějovicím) a poslední 4 dal za Spartu (2013–2016).
- 08.05.2004: FC Viktoria Plzeň – SK Dynamo České Budějovice 2:4
- 27.02.2011: FK Jablonec – FC Slovan Liberec 3:0
- 13.03.2011: FK Jablonec – FC Hradec Králové 7:0
- 17.04.2011: FK Jablonec – SK Dynamo České Budějovice 5:0
- 19.08.2011: FK Jablonec – FC Baník Ostrava 4:0
- 28.08.2011: SK Dynamo České Budějovice – FK Jablonec 1:5
- 12.05.2013: AC Sparta Praha – FK Mladá Boleslav 4:0
- 26.04.2015: AC Sparta Praha – FC Zbrojovka Brno 4:0
- 14.05.2016: AC Sparta Praha – FC Vysočina Jihlava 5:0 (vstřelil všech 5 branek)
- 29.10.2016: AC Sparta Praha – 1. FK Příbram 4:0

## Reprezentační kariéra

### Mládežnické výběry
David Lafata prošel několika mládežnickými reprezentacemi České republiky. V roce 1996 začínal v reprezentaci do 15 let, pak následovaly U16, U17, U18, U20 a U21. Bilance:
- reprezentace do 15 let: 9 utkání (5 výher, 4 prohry), 0 vstřelených gólů
- reprezentace do 16 let: 3 utkání (1 výhra, 1 remíza, 1 prohra), 0 vstřelených gólů
- reprezentace do 17 let: 8 utkání (5 výher, 3 prohry), 2 vstřelené góly
- reprezentace do 18 let: 13 utkání (9 výher, 2 remízy, 2 prohry), 6 vstřelených gólů
- reprezentace do 20 let: 6 utkání (2 remízy, 2 prohry), 0 vstřelených gólů
- reprezentace do 21 let: 13 utkání (3 výhry, 4 remízy, 6 proher), 3 vstřelené góly

Zúčastnil se Mistrovství světa ve fotbale hráčů do 20 let 2001 v Argentině, kde ČR prohrála ve čtvrtfinále 0:1 s Paraguayí.

### A-mužstvo
Vstup do sezóny 2006/07 se mu povedl a trenér Karel Brückner ho povolal do českého reprezentačního týmu. Svůj debut si odbyl 2. září 2006 v domácím kvalifikačním zápase na EURO 2008 proti Walesu. V utkání vstřelil dva góly a rozhodl zápas, přestože nastoupil až v 75. minutě.(Lafata střídal Marka Kuliče, utkání skončilo výhrou ČR 2:1). Svůj premiérový gól přitom vstřelil během první minuty od nástupu na hřiště.
Další gól přidal až ve svém osmnáctém reprezentačním zápase (26. května 2012 – po necelých šesti letech), když v přípravném utkání na EURO 2012 (hrálo se na neutrální půdě v Rakousku) rozhodl zápas proti Izraeli brankou na 2:1 v 90. minutě.
Po evropském šampionátu 2012 nastoupil v prvním přátelském utkání nového reprezentačního cyklu 15. srpna 2012 ve Lvově proti domácí Ukrajině (0:0). 8. září v Kodani proti Dánsku (kvalifikační zápas o MS 2014 v Brazílii, opět 0:0) nehrál. V dalším přátelském utkání v Teplicích proti Finsku 11. září odehrál druhý poločas (prohra 0:1). Objevil se i v kvalifikačním zápase 12. října proti Maltě, v 82. minutě střídal na hřišti Tomáše Pekharta. Po čtyřzápasovém střeleckém trápení českého týmu bez vstřeleného gólu (mimo tří výše zmíněných zápasů i prohra 0:1 z evropského šampionátu s Portugalskem)  zvítězila ČR 3:1, v nastaveném čase chytil ještě Petr Čech přísně nařízený pokutový kop. 16. října 2012 nastoupil Lafata v Praze v kvalifikačním zápasu s Bulharskem (0:0). 14. listopadu 2012 vstřelil úvodní 2 branky v přátelském utkání v Olomouci se Slovenskem. Ve 3. minutě přetavil zblízka hlavou v gól centr Theodora Gebre Selassieho z pravé strany a v 6. minutě se prosadil kolenem po nahrávce Ladislava Krejčího, který vybojoval míč v pokutovém území. Měl možnost vstřelit i hattrick, ale v dalších šancích mířil vedle brány. České reprezentační mužstvo porazilo soupeře 3:0. Trefil se i v dalším reprezentačním utkání 6. února 2013 v Manise proti domácímu Turecku. Ve 28. minutě chytře vložil nohu do střely Vladimíra Daridy a míč skončil v síti tureckého brankáře Kivraka. Lafata zvyšoval na 2:0 pro hosty, tímto výsledkem utkání skončilo. 22. března odehrál na Andrově stadionu v Olomouci kvalifikační zápas s Dánskem, český výběr podlehl soupeři 0:3. Sedmý gól v seniorské reprezentaci vstřelil 11. října 2013 proti domácí Maltě, v 33. minutě zvyšoval na průběžných 2:0 pro ČR (konečný výsledek 4:1).

#### EURO 2012
David Lafata se zúčastnil Mistrovství Evropy ve fotbale 2012 , kde český tým vypadl ve čtvrtfinále s Portugalskem po výsledku 0:1. Do tohoto ani do zápasů základní skupiny A (prohra 1:4 s Ruskem, výhra 2:1 s Řeckem a výhra 1:0 s Polskem) však nezasáhl.

#### EURO 2016 (+ kvalifikace)
Pavel Vrba v září roku 2014 nominoval Lafatu do reprezentace na dvojutkání proti Nizozemsku a Turecku v kvalifikaci na EURO 2016. David nastoupil v obou zápasech, které Češi vyhráli shodně 2:1. Proti Kazachstánu vstřelil svou první branku v této kvalifikaci (výhra 4:2). Český tým vedl tabulku a v následujícím střetnutí s Islandem šlo o to, kdo povede skupinu.
Češi znovu uspěli (2:1) a byli blízko postupu. Lafata nechyběl ani v duelu s Lotyšskem, v němž se zrodila remíza 1:1. Tímto započaly komplikace, přišla porážka na Islandu. Ale Vrbův tým bojoval a dokázal si zajistit účast na EURO jako druhý tým celkově (po Anglii).
Trenér Pavel Vrba jej zařadil do závěrečné 23členné nominace na EURO 2016 ve Francii. V úvodním zápase českého týmu proti favorizovanému Španělsku (porážka 0:1) se Lafata gólově neprosadil. Ve druhém utkání 17. června proti Chorvatsku také nastoupil, Češi remizovali se soupeřem 2:2. Ve třetím zápase 21. června proti Turecku již nehrál, český tým prohrál 0:2 a v základní skupině D obsadil se ziskem jediného bodu poslední čtvrté místo, do osmifinále nepostoupil. Po skončení šampionátu ohlásil hráč konec reprezentační kariéry. Celkem odehrál v letech 2006–2016 za český národní tým 41 zápasů a vstřelil 9 gólů.

### Reprezentační góly a zápasy
Góly Davida Lafaty v české reprezentaci do 21 let 
| Gól | Datum       | Stadion  | Soupeř    | Skóre (min.) | Výsledek | Soutěž                      |
| --- | ----------- | -------- | --------- | ------------ | -------- | --------------------------- |
| 010 | 20. 1. 2003 | Katar    | Norsko    | 01:0 0(53.)  | 2:1      | turnaj                      |
| 02  | 20. 1. 2003 | Katar    | Norsko    | 02:1 0(72.)  | 2:1      | turnaj                      |
| 03  | 11. 6. 2003 | Drnovice | Moldavsko | 03:0 0(89.)  | 3:0      | kvalifikace na ME „21“ 2004 |

Góly Davida Lafaty v A-týmu české reprezentace 
| Gól | Datum        | Stadion                                   | Soupeř     | Skóre (min.) | Výsledek | Soutěž                   |
| --- | ------------ | ----------------------------------------- | ---------- | ------------ | -------- | ------------------------ |
| 010 | 2. 9. 2006   | Na Stínadlech, Teplice                    | Wales      | 01:0 00(76.) | 2:1      | kvalifikace na EURO 2008 |
| 02  | 2. 9. 2006   | Na Stínadlech, Teplice                    | Wales      | 02:1 00(89.) | 2:1      | kvalifikace na EURO 2008 |
| 03  | 26. 5. 2012  | Hartberg, Rakousko                        | Izrael     | 01:2 00(90.) | 1:2      | přátelské utkání         |
| 04  | 14. 11. 2012 | Andrův stadion, Olomouc                   | Slovensko  | 01:0 000(3.) | 3:0      | přátelské utkání         |
| 05  | 14. 11. 2012 | Andrův stadion, Olomouc                   | Slovensko  | 02:0 000(6.) | 3:0      | přátelské utkání         |
| 06  | 6. 2. 2013   | Manisa, Turecko                           | Turecko    | 00:2 00(28.) | 0:2      | přátelské utkání         |
| 07  | 11. 10. 2013 | Národní stadion Ta' Qali, Ta' Qali, Malta | Malta      | 00:2 0(33.)  | 1:4      | kvalifikace na MS 2014   |
| 08  | 13. 10. 2014 | Astana Arena, Astana, Kazachstán          | Kazachstán | 00:2 00(44.) | 2:4      | kvalifikace na EURO 2016 |
| 09  | 27. 5. 2016  | Kufstein Arena, Kufstein, Rakousko        | Malta      | 04:0 00(74.) | 6:0      | přátelský zápas          |

| Rok    | Zápasy | Góly |
| ------ | ------ | ---- |
| 2002   | 2      | 0    |
| 2003   | 11     | 3    |
| Celkem | 13     | 3    |

| Rok    | Zápasy | Góly |
| ------ | ------ | ---- |
| 2006   | 3      | 2    |
| 2007   | 1      | 0    |
| 2008   | 0      | 0    |
| 2009   | 2      | 0    |
| 2010   | 3      | 0    |
| 2011   | 6      | 0    |
| 2012   | 9      | 3    |
| 2013   | 5      | 2    |
| 2014   | 5      | 1    |
| 2015   | 3      | 0    |
| 2016   | 4      | 1    |
| Celkem | 41     | 9    |

## Úspěchy

### Reprezentační
- 1× účast na ME (2012 – čtvrtfinále)

### Individuální
- 1× český fotbalista roku v anketě FAČR (2014)[58]
- 1× osobnost ligy v anketě FAČR (2014)[58]
- 1× vítěz ankety Zlatý míč ČR (2014/15)[61][84]
- 6× nejlepší střelec 1. české fotbalové ligy (2010/11 – 19 gólů, 2011/12 – 25 gólů, 2012/13 – 20 gólů, 2014/15 – 20 gólů, 2015/16 – 20 gólů, 2016/17 – 15 gólů)
- 31. března 2014 se stal (během utkání Sparty Praha s 1. SC Znojmo) se 134 vstřelenými brankami v 1. české lize nejlepším kanonýrem v historii samostatné české nejvyšší soutěže, překonal tak o gól Horsta Siegla (ten ale střílel branky již dříve ve společné československé lize)[2]
- v květnu 2014 získal v anketě KSN ČR ocenění nejlepší útočník Gambrinus ligy 2013/14.[85]